# Liste der Monuments historiques in Brasparts
Die Liste der Monuments historiques in Brasparts führt die Monuments historiques in der französischen Gemeinde Brasparts auf.

## Liste der Bauwerke
| Bezeichnung                                                                | Beschreibung | Standort | Kennzeichnung | Schutzstatus   | Datum     | Bild           |
| -------------------------------------------------------------------------- | ------------ | -------- | ------------- | -------------- | --------- | -------------- |
| Alignements d’An Eured Veign                                               |              | (Lage)   | PA00089842    | Classé Inscrit | 1968 1980 | weitere Bilder |
| Kirche Notre-Dame-St-Tugen (mit Passionsfenster) mit Calvaire und Beinhaus |              | (Lage)   | PA00089843    | Classé         | 1914      | weitere Bilder |

## Liste der Objekte

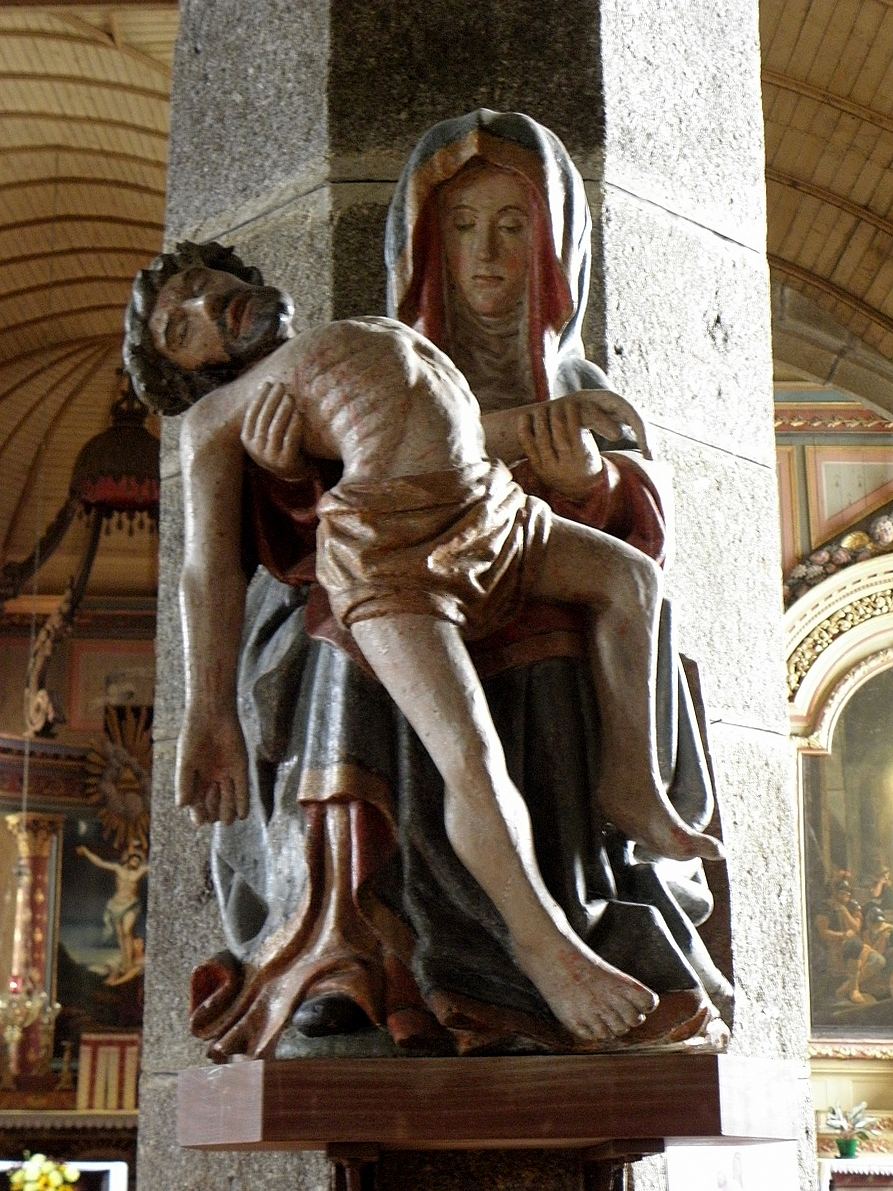
Pietà in der Kirche Notre-Dame-St-Tugen

- Monuments historiques (Objekte) in Brasparts in der Base Palissy des französischen Kultusministeriums